# 莲花路 (深圳)
莲花路为中国广东省深圳市福田区内一条东西走向的道路，道路规划级别为主干路，西起香梅路，东至彩田路，与笋岗路相接，此外，还包括与彩田路交汇处的一条支路——莲花支路。

## 交匯道路
- 香梅路（起点）
- 景田路
- 新洲路
- 彩田路、笋岗西路（终点）

## 沿途地標
- 蓮花山公園
- 交通大廈
- 景田站
- 北京大学深圳医院

1. ↑  深圳市交通运输委员会. . （原始内容存档于2011-12-09） （中文（简体））.